# Xanthorhoe opertaria
Xanthorhoe opertaria là một loài bướm đêm trong họ Geometridae.